# Ilopango
Ilopango är en stad sydost om San Salvador i El Salvador. Ilopango är mest känt för Ilopangosjön, en undervattensvulkan med en diameter på 72 kvadratkilometer. Staden har 135 703 invånare och den näst största flygplatsen i San Salvador.